# Bossley Park, New South Wales
Bossley Park este o suburbie în Sydney, Australia.